# Мюллер, Эдуард (священник)
Эдуа́рд Мю́ллер (нем. Eduard Müller, 20 августа 1911, Ноймюнстер, Германская империя — 10 ноября 1943, Гамбург, Третий рейх) — немецкий римско-католический священник и пацифист. Один из четырёх Любекских мучеников.
Во время нацистского правления в Германии отказался от сотрудничества с режимом. За прослушивание британского радио и распространение антивоенных листовок был арестован гестапо и приговорён народным судом к смертной казни. Блаженный Римско-католической церкви.

## Биография
Родился в многодетной семье сапожника и домохозяйки. Отец оставил семью, когда он был ещё ребёнком. Мать перебивалась случайными заработками. Учился на плотника. Был активным участником католического молодежного движения. Желание Мюллера быть священником поддержал капеллан Ноймюнстера Бернхард Шредер, который позволил ему посещать школу за счёт пожертвований членов прихода. С 1931 по 1935 год Мюллер обучался в коллегии Клеменса Хофбауэра — старшей духовной семинарии. В 1940 году в Оснабрюке он был рукоположен в сан священника и назначен адъюнктом в церкви Святейшего Сердца Иисуса в центре города Любек. Его основным занятием на приходе была пастырская забота о молодёжи. Мюллер пользовался уважением среди молодых прихожан. Он отказался от предложения сотрудничать с гитлерюгендом. Мюллер не интересовался политикой, но ясно понимал несовместимость нацистской идеологии и христианства. Когда нацисты запретили церковные молодежные федерации, им при приходе была основана молодёжная группа и дискуссионный кружок, темы которого носили антифашистский и пацифистский характер.
Вместе с католическими священниками Иоганнесом Прассеком и Германом Ланге и лютеранским пастором Карлом Фридрихом Штельбринком, слушал британское радио, прослушивание которого в 1939 году нацистский режим объявил уголовным преступлением, издав Постановление о чрезвычайных мерах в области радиовещания. Принимал участие в копировании и распространении проповедей епископа Мюнстера Клеменса фон Галена, который открыто выступал против узаконенной нацистами стерилизации и насильственной эвтаназии инвалидов.

### Арест и казнь
В течение нескольких недель после ареста Штельбринка 7 апреля 1942 года, гестапо арестовало также трёх священников — Мюллера, Прассека и Ланге и восемнадцать мирян. Мюллер был арестован 22 июня 1942 года. В июне 1943 года второй состав Народной судебной палаты, приехавший в Любек из Берлина, предъявил обвинение пастору и священникам по пунктам «предательская симпатия к врагу», «подрыв боевого духа», «нарушение закона о радиовещании» и «измена родине». Четверо священнослужителей были приговорены к высшей мере наказания. Мирян приговорили к различным срокам тюремного заключения.
После оглашения приговора Мюллер написал: «Итак, я ожидаю и надеюсь, что мне не будет стыдно ни в чём, но что со всей смелостью, как всегда, Христос будет прославлен в моём теле сейчас, будь то через жизнь или смерть. Для меня жизнь — Христос, а смерть — приобретение». Смертный приговор через обезглавливание был приведён в исполнение 10 ноября 1943 года в тюрьме Хольстенгласис в Гамбурге (ныне следственный изолятор) палачом Фридрихом Гером.

### Наследие
В 2003 году был инициирован процесс беатификации трёх римско-католических священников. 1 июля 2010 года пресс-служба Ватикана сообщила, что римский папа Бенедикт XVI уполномочил префекта Конгрегации по канонизации святых «обеспечить исполнение» соответствующего указа. Процесс подготовки к беатификации был завершен. Церемония причисления к лику блаженных Мюллера, Прассека и Ланге прошла 25 июня 2011 года перед церковью Святейшего Сердца Иисуса в Любеке. Во время богослужения был помянут и пастор Штельбринк. Любекские мученики являются символом немецкого экуменизма.